# Zhang Long
Zhang Long (chinesisch 张龙, Pinyin Zhāng Lóng; * 1. April 1987) ist ein chinesischer Biathlet.
Zhang Long bestritt bislang einzig im Jahr 2007 mehrere internationale Rennen. Zunächst kam er in Forni Avoltri bei einem Rennen des Europacups zum Einsatz und wurde 61. eines Sprints. Es folgten die Biathlon-Juniorenweltmeisterschaften 2007 in Martell, bei denen Zhang 29. des Einzels und 70. des Sprints wurde. Zum Höhepunkt der Karriere wurden die Biathlon-Weltmeisterschaften 2007 in Antholz, wo er im Sprint zum Einsatz kam und dort 84. wurde. Bis dato (Stand: 14. März 2019) scheint er in keinem weiteren offiziellen Wettbewerb der Internationale Biathlon-Union mehr auf.

## Weltcupstatistik
Die Tabelle zeigt alle Platzierungen (je nach Austragungsjahr einschließlich Olympische Spiele und Weltmeisterschaften).
- 1.–3. Platz: Anzahl der Podiumsplatzierungen
- Top 10: Anzahl der Platzierungen unter den ersten zehn (einschließlich Podium)
- Punkteränge: Anzahl der Platzierungen innerhalb der Punkteränge (einschließlich Podium und Top 10)
- Starts: Anzahl gelaufener Rennen in der jeweiligen Disziplin

| Platzierung       | Einzel | Sprint | Verfolgung | Massenstart | Staffel | Gesamt |
| ----------------- | ------ | ------ | ---------- | ----------- | ------- | ------ |
| 1. Platz          |        |        |            |             |         |        |
| 2. Platz          |        |        |            |             |         |        |
| 3. Platz          |        |        |            |             |         |        |
| Top 10            |        |        |            |             |         |        |
| Punkteränge       |        |        |            |             |         |        |
| Starts            |        | 1      |            |             |         | 1      |
| Stand: 2019-03-14 |        |        |            |             |         |        |